# أتيلا فالتر
أتيلا فالتر (بالمجرية: Valter Attila)‏ هو دراج مجري، ولد في 12 يونيو 1998 في Csömör ‏ في المجر.

## وصلات خارجية
- أتيلا فالتر على موقع الاتحاد الدولي للدراجات (الإنجليزية)
- أتيلا فالتر على موقع أرشيف الدراجات (الإنجليزية)
- أتيلا فالتر على موقع إحصائيات الدراجات الإحترافية (الإنجليزية)
- أتيلا فالتر على موقع نسبة الدراجات (الإنجليزية)
- أتيلا فالتر على موقع CycleBase (الإنجليزية)
- أتيلا فالتر على موقع MTB Data (الإنجليزية)
- أتيلا فالتر على موقع أوليمبيديا (الإنجليزية)